# Plestiodon longirostris
Plestiodon longirostris (бермудський сцинк) — вид сцинкоподібних ящірок родини сцинкових (Scincidae). Ендемік Бермудських островів. Єдиний місцевий наземний вид хребетних тварин, поширений на цьому архіпелазі. 

## Опис
Бермудські сцинки — це невеликі ящірки, довжина яких (без врахування хвоста) становить 8 см. У дорослих сцинків верхня частина тіла темно-коричнева або чорна, а нижня — світло-сіра. Молоді особини мають світліше забарвлення. З боків у них проходять темні смуги, які з віком бліднуть. Вважається, що самиці зберігають смуги довше, ніж самці. У дорослих самців голова більша. Молоді сцинки мають яскраво-сині хвости. І в дорослих, і в молодих сцинків щоки та горло мають оранжевий відтінок.

## Поширення і екологія
Бермудські сцинки є ендеміками Бермудського архіпелагу в Атлантичному океані. Вони живуть переважно у скелястих прибережних районах. Ведуть наземний спосіб життя. Живляться дрібними безхребетними, зокрема тарганами і мокрицями, а також дрібними наземними ракоподібними. Хоча бермудські сцинки більш активні влітку, вони не впадають в сплячку, оскільки безморозні зими дозволяють їм бути активними цілий рік.

## Збереження
МСОП класифікує цей вид як такий, що перебуває на межі зникнення. Plestiodon kuchinoshimensis загрожує знищення природного середовища та хижацтво з боку інтродукованих тварин. Честерський зоопарк намагається збільшити кількість сцинків за допомогою власної програми розведення в неволі.